# 免疫グロブリンA
免疫グロブリンA（めんえきグロブリンA、英: Immunoglobulin A, IgA）は、哺乳類および鳥類に存在する免疫グロブリンの一種であり、2つの重鎖（α鎖）と2つの軽鎖（κ鎖およびλ鎖）から構成される。IgA分子は2つの抗原結合部位を有しているが、気道や腸管などの外分泌液中ではJ鎖と呼ばれるポリペプチドを介して結合することにより二量体を形成して存在しているため4箇所の抗原結合部位を持つ。二量体IgA（分泌型IgA、SIgA）は粘膜免疫の主役であり、消化管や呼吸器における免疫機構の最前線として機能している。IgAをコードする遺伝子にはIgA1とIgA2の2種類が存在するが、血清中に存在する単量体あるいは二量体IgA（血清型IgA）にはIgA1が約90％と圧倒的に多い。その一方で分泌型IgAではIgA2の割合が30-50％と血清型に比べて多くなっている。全IgA中における血清IgAの占める割合は10-20％程度であり、IgAのほとんどは二量体として存在している。また、分泌型IgAは初乳中に含まれ、新生児の消化管を細菌・ウイルス感染から守る働きを有している（母子免疫）。母子免疫には免疫グロブリンG（英: Immunoglobulin G、IgG）も関与していることが知られているが、こちらは胎盤を介して胎児に移行する。ヒトにおけるIgAの産生量は各種免疫グロブリンの中でもIgGに次いで2番目に多い。分子量16万（単量体）。

## 機能

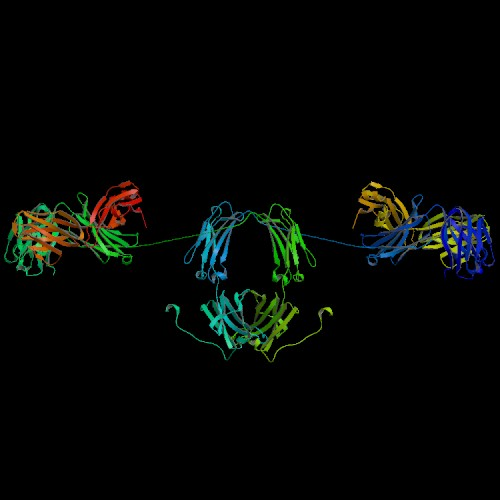
IgAの分子構造のリボン図。

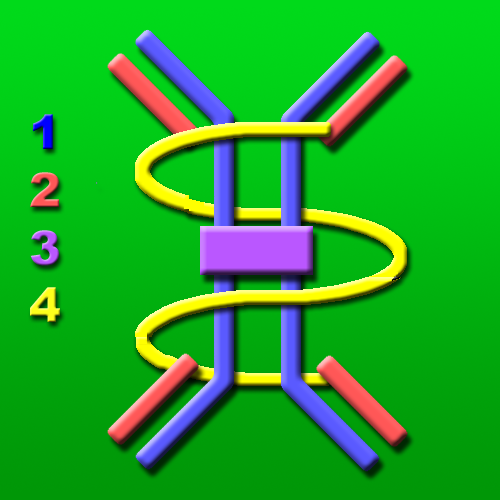
分泌型IgA。J鎖を介して2分子のIgAが結合し、それに対してさらに分泌成分（SC）が結合している。
1.重鎖（H鎖、青色）
2.軽鎖（L鎖、橙色）
3.J鎖（赤紫色）
4.SC（黄色）

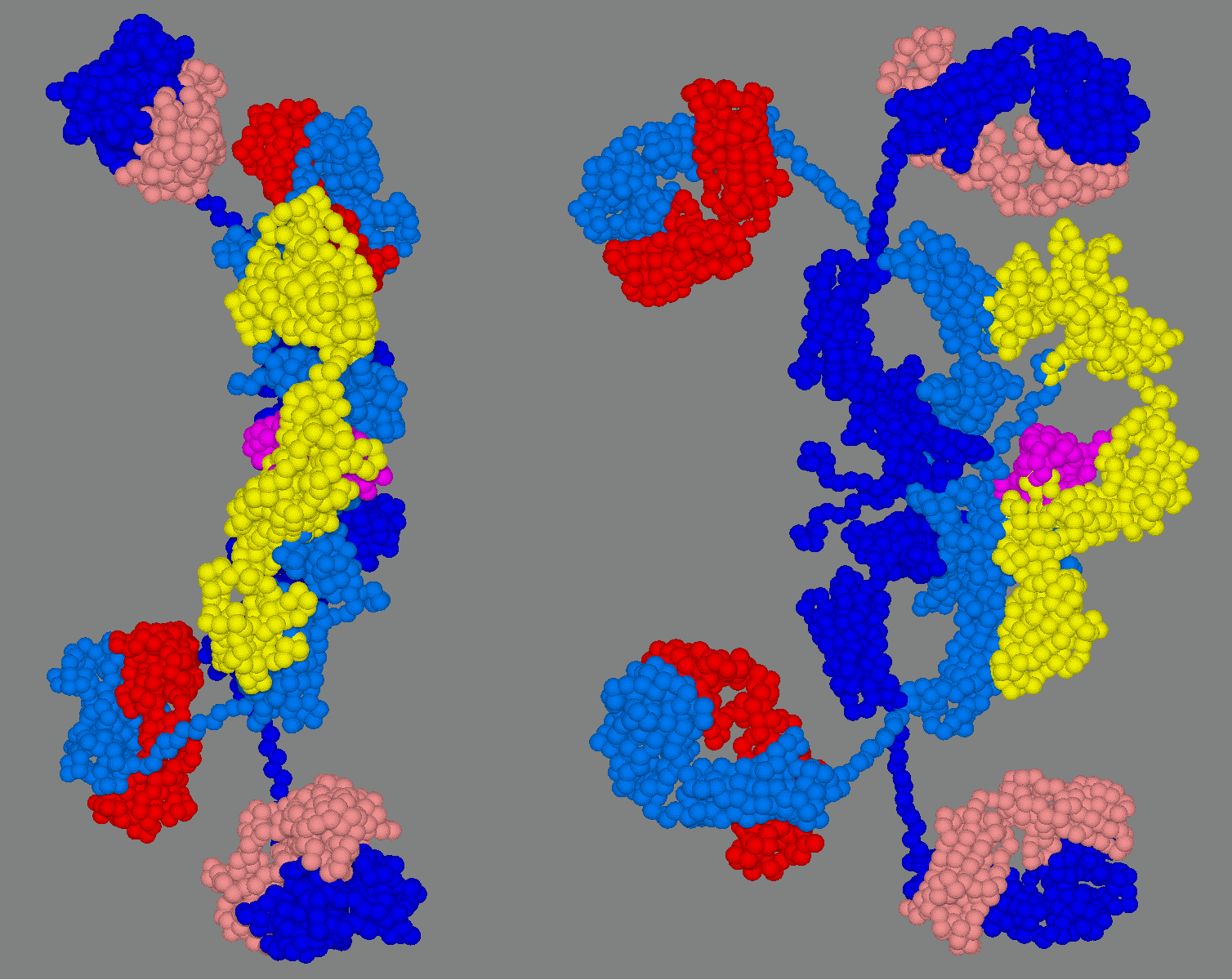
分泌型IgA1を構成するアミノ酸鎖を90度回転させた2つの図。色は：H鎖（青および水色）、L鎖（赤および水色）、J鎖（マゼンタ）、分泌成分（黄色）。各骨格炭素原子の座標はPDBエントリー3CHNに由来する。

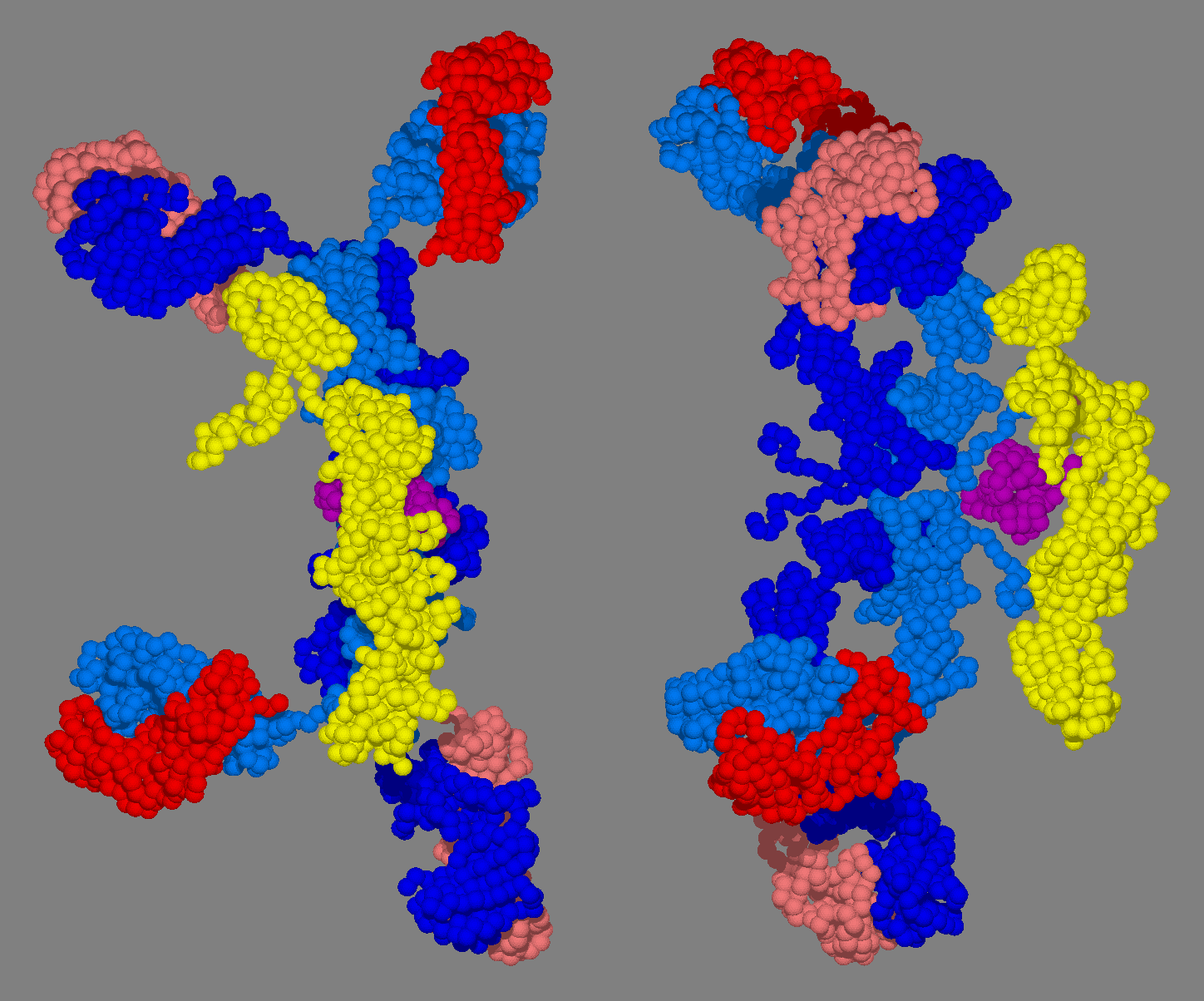
分泌型IgA2を構成するアミノ酸鎖を90度回転させた2つの図。色は： H鎖（青および水色）、L鎖（赤および水色）、J鎖（マゼンタ）および分泌成分（黄色）。各骨格炭素原子の座標は、PDBエントリー3cm9に由来する。

粘膜は常時抗原や微生物にさらされており、これらから粘膜面を防御する局所免疫機構が存在する。これを粘膜免疫防御系（英: Mucosa-associated Lymphoid Tissue, MALT）と呼び、分泌型IgAがその一部を構成している。代表的なMALTとして消化管免疫防御系（gut-associated lymphoid tissue、GALT）、気道免疫防御系（bronchus-associated lymphoid tissue、BALT）および鼻腔免疫防御系（nasal-associated lymphoid tissues、NALT）が知られている。
粘膜免疫機構はIgAの産生誘導を行う誘導組織とIgAが分泌・機能する実効組織、そしてそれらをつなぐ帰巣経路から構成され、これらを合わせて粘膜免疫循環帰巣経路（あるいは、共通粘膜免疫機構、Common Mucosal Immune System、CMIS）と呼ぶ。誘導組織において粘膜面に存在する抗原提示細胞はリンパ球を活性化させ、遊走させる働きを持っている。リンパ球はリンパ節で分化した後に実効組織に到達し、IgAを産生する。この際、一度誘導組織を離れたリンパ球は再び同じ組織に戻ってくる傾向を持ち、これをリンパ球のホーミング（帰巣現象）と呼ぶ。
IgAは実効組織の粘膜固有層に存在するIgA産生形質細胞（プラズマ細胞）により二量体として産生され、分泌される。形質細胞はリンパ球の一種であるB細胞から分化し抗体産生能を持つ細胞であり、通常IgMを産生する能力を持っている。この細胞がIgA産生能を獲得するためにはサイトカインの刺激を受ける必要があり、B細胞がトランスフォーミング増殖因子-β（TGF-β）やインターロイキン-4の作用を受けることにより免疫グロブリンのクラススイッチが誘導される。クラススイッチを終えた細胞はさらにインターロイキン-5およびインターロイキン-6の刺激を受けてIgA産生能を持つ形質細胞に分化する。これらの過程を通して見るとIgA産生形質細胞への分化にはTh2サイトカインが重要な働きをしていることが分かる。IgAは同様に形質細胞により産生されるJ鎖と結合し二量体として分泌される。二量体IgAはその後粘膜上皮細胞の基底膜側に発現している分泌成分（英: Secretory Component, SC）と結合して上皮細胞内へ取り込まれ、管腔側へと分泌される。分泌成分はIgAをタンパク質分解酵素による分解から保護する役割を有している。IgAはこれらの系を介して粘膜面への微生物の侵入を防ぎ、生体防御機構において重要な役割を果たしている。
近年、IgAに対するFc受容体であるFcαR（CD89）の遺伝子がクローニングされた。血清中IgAは好酸球やマクロファージ等の細胞表面に存在するFcαRを介して細胞活性化を引き起こし、食作用や抗体依存性細胞傷害（ADCC）、炎症メディエータの遊離促進などの機構を介して免疫反応に関与していることが示唆されている。